# Falu kontrakt
Falu kontrakt var ett kontrakt inom Svenska kyrkan i Västerås stift. Kontraktet utökades 2012 och namnändrades till Falu-Nedansiljans kontrakt.

## Administrativ historik
Kontraktet bildades 1870 ur Stora Tuna kontrakt med då ingående församlingar
- Aspeboda församling
- Envikens församling
- Falu Kristine församling
- Stora Kopparbergs församling
- Grycksbo församling
- Vika församling
- Hosjö församling
- Sundborns församling
- Svärdsjö församling
- Stora Skedvi församling som 1962 återgick till Stora Tuna kontakt
- Torsångs församling som 1995 överfördes till Tunabygdens kontrakt

Från 1919/1924 till 1995 ingick även
- Svartnäs församling

1995 tillfördes från Leksands kontrakt
- Bjursås församling